# Fannia
Fannia (fl. alrededor del año 100) fue una mujer de la Antigua Roma, notable por ser la nieta de Arria la Mayor y su modelo de comportamiento como esposa de Helvidio Prisco.

## Biografía
Fannia era hija del senador romano Publio Clodio Trásea Peto y de Arria la Joven (hija a su vez de Arria la Mayor). Se casó con Helvidio Prisco, de un convencido republicanismo, alrededor del año 55 y lo siguió dos veces al destierro, la primera vez cuando Nerón lo exilió en el 66 a Macedonia por simpatizar con dos proscritos (Bruto y Casio), y por segunda vez cuando Vespasiano lo exilió alrededor del 75 por oponerse a su reinado y posteriormente, vivió la ejecución de su marido.
Finalmente, Fannia misma fue exiliada en el año 93 por instigar la creación y publicación de un libro biográfico sobre su esposo bajo el gobierno de Domiciano. Esta leve sentencia se reflejó en la muerte del autor, Herenio Senecio, que fue ejecutado por su participación. Durante el juicio, Senecio culpó del libro a Fannia porque era quien le había pedido que lo escribiera, una declaración que Fannia confirmó. A ella la preguntaron si le había dado a Senecio los diarios de su esposo, a lo que contestó afirmativamente. Plinio escribió que: 'ella no pronunció ni una sola palabra para autoexculparse del peligro que la podía suponer'. Cuando se incautaron sus posesiones, Fannia logró guardar los diarios y la biografía de su esposo e incluso se los llevó al exilio.
En el año 103, Plinio registró que Fannia había "contraído su enfermedad". Estado cuidando a una pariente, Junia de una "enfermedad grave" sin identificar y, como Junia era una virgen vestal, se había visto obligada a abandonar el hogar de Vesta y ponerse al cuidado de una matrona. Mientras la cuidaba, Fannia enfermó y Plinio la describe así: "No puede deshacerse de la fiebre, su tos está empeorando, está terriblemente demacrada y propensa a un gran agotamiento. Sólo su espíritu es vigoroso, digno de su marido". Aunque Plinio el Joven era propenso a exagerar con regularidad, sus repetidas expresiones de preocupación sugieren que Fannia no se recuperó de la enfermedad.
Fannia aparece como una mujer de fortaleza y respetabilidad. Al igual que con su abuela, Fannia también es descrita como una rebelde política por derecho propio. Y no solo se caracteriza por su castitas, pureza y castidad; sino también por su sanctitas, virtud, dignidad semejante a los dioses; por su gravitas, rigor y circunspección; y por su constantia, invariabilidad y permanencia.